# Хохлатые орлы
Хохлатые орлы (лат. Spizaetus) — род хищных птиц из семейства ястребиных (Accipitridae). Распространены в южной части Северной Америки, в Центральной и Южной Америке. Птицы среднего и крупного размера, длина тела которых варьирует от 55 до 75 см, с гребнем на голове и длинным хвостом.

## Классификация
Традиционно к роду Spizaetus относили 14 видов, но молекулярно-филогенетические исследования показали, что виды Старого Света ближе к монотипическому роду Ictinaetus, и были переведены в восстановленный род Nisaetus.
В состав рода включают четыре вида:
| Изображение | Научное название                        | Русское название       | Распространение                                                                |
| ----------- | --------------------------------------- | ---------------------- | ------------------------------------------------------------------------------ |
|             | Spizaetus tyrannus (Wied, 1820)         | Чёрный хохлатый орёл   | от центральной Мексики до запада Перу, юг Бразилии и до севера Аргентины       |
|             | Spizaetus melanoleucus (Vieillot, 1816) | Чёрно-белый орёл       | юг Мексики, Центральная Америка, Южная Америка до севера Аргентины             |
|             | Spizaetus ornatus (Daudin, 1800)        | Нарядный хохлатый орёл | от юга Мексики и полуострова Юкатан до Тринидад и Тобаго, юга Перу и Аргентины |
|             | Spizaetus isidori (Des Murs, 1845)      | Траурный орёл          | Боливия, Перу, Эквадор, Венесуэла и до севера Аргентины                        |